# Exyston bursosus
Exyston bursosus är en stekelart som beskrevs av Dmitriy R. Kasparyan 1975. Exyston bursosus ingår i släktet Exyston och familjen brokparasitsteklar. Inga underarter finns listade i Catalogue of Life.